# Supercopa Polonesa de Voleibol Masculino de 2021
A Supercopa Polonesa de Voleibol Masculino de 2021 foi a 10.ª edição deste torneio organizado anualmente pela Liga Polonesa de Voleibol (PLS). Ocorreu no dia 21 de outubro, na cidade de Lublin, na Hala Sportowo-Widowiskowa „Globus”.
O Jastrzębski Węgiel conquistou seu primeiro título deste torneio ao derrotar na partida o ZAKSA Kędzierzyn-Koźle.

## Regulamento
O torneio foi disputado em partida única.

## Equipes participantes
| Equipe                 | Cidade           | Qualificação                          | Última participação |
| ---------------------- | ---------------- | ------------------------------------- | ------------------- |
| Jastrzębski Węgiel     | Jastrzębie-Zdrój | Campeão da PlusLiga de 2020–21        | 2020                |
| ZAKSA Kędzierzyn-Koźle | Kędzierzyn-Koźle | Campeão da Copa da Polônia de 2020–21 | 2020                |

## Resultado
| Data   | Hora  |                    | Placar |                        | Set 1 | Set 2 | Set 3 | Set 4 | Set 5 | Total | Relatório |
| ------ | ----- | ------------------ | ------ | ---------------------- | ----- | ----- | ----- | ----- | ----- | ----- | --------- |
| 21 out | 20:30 | Jastrzębski Węgiel | 3–0    | ZAKSA Kędzierzyn-Koźle | 25–18 | 25–22 | 30–28 |       |       | 80–68 | Relatório |

## Premiação
| Supercopa Polonesa de 2021              |
| --------------------------------------- |
| Jastrzębski Węgiel Campeão (1.° título) |